# Washita County
Washita County ist ein County im Bundesstaat Oklahoma der Vereinigten Staaten. Der Verwaltungssitz (County Seat) ist Cordell. Das U.S. Census Bureau hat bei der Volkszählung 2020 eine Einwohnerzahl von 10.924 ermittelt.

## Geographie
Das County liegt im mittleren Westen von Oklahoma, ist etwa 60 km von Texas entfernt und hat eine Fläche von 2613 Quadratkilometern, wovon 15 Quadratkilometer Wasserfläche sind. Es grenzt im Uhrzeigersinn an folgende Countys: Custer County, Caddo County, Kiowa County und Beckham County.

## Geschichte
Washita County wurde am 19. April 1892 als Original-County aus Cheyenne-Land gebildet und erhielt 1900 seinen heutigen Namen. Benannt wurde es nach den Washita River. Besiedelt wurde das County durch weiße Siedler während der dritten offiziellen Land-Besitznahme (Oklahoma Land Run) vom 19. April 1892.
Im County liegt eine National Historic Landmark, die archäologische Fundstätte McLemore Site. Sechs Bauwerke und Stätten des Countys sind im National Register of Historic Places (NRHP) eingetragen (Stand 7. Juni 2018).

## Demografische Daten

Alterspyramide des Washita County

Nach der Volkszählung im Jahr 2000 lebten im Washita County 11.508 Menschen in 4.506 Haushalten und 3.266 Familien. Die Bevölkerungsdichte betrug 4 Einwohner pro Quadratkilometer. Ethnisch betrachtet setzte sich die Bevölkerung zusammen aus 92,31 Prozent Weißen, 0,43 Prozent Afroamerikanern, 2,97 Prozent amerikanischen Ureinwohnern, 0,26 Prozent Asiaten, 0,03 Prozent Bewohnern aus dem pazifischen Inselraum und 2,18 Prozent aus anderen ethnischen Gruppen; 1,82 Prozent stammten von zwei oder mehr Ethnien ab. 4,48 Prozent der Bevölkerung waren spanischer oder lateinamerikanischer Abstammung.
Von den 4.506 Haushalten hatten 33,6 Prozent Kinder unter 18 Jahre, die im Haushalt lebten. 61,0 Prozent waren verheiratete, zusammenlebende Paare, 8,5 Prozent waren allein erziehende Mütter. 27,5 Prozent waren keine Familien, 25,3 Prozent waren Singlehaushalte und in 13,4 Prozent der Haushalte lebten Menschen im Alter von 65 Jahren oder darüber. Die durchschnittliche Haushaltsgröße betrug 2,50 und die durchschnittliche Familiengröße betrug 3,00 Personen.
26,3 Prozent der Bevölkerung waren unter 18 Jahre alt, 7,6 Prozent zwischen 18 und 24, 25,2 Prozent zwischen 25 und 44, 22,2 Prozent zwischen 45 und 64 und 18,8 Prozent waren 65 Jahre oder älter. Das Durchschnittsalter betrug 39 Jahre. Auf 100 weibliche Personen kamen 93,9 männliche Personen. Auf 100 Frauen im Alter von 18 Jahren oder darüber kamen 89,2 Männer.
Das jährliche Durchschnittseinkommen eines Haushalts betrug 29.563 USD und das durchschnittliche Einkommen einer Familie betrug 35.598 USD. Männer hatten ein durchschnittliches Einkommen von 25.668 USD gegenüber den Frauen mit 17.741 USD. Das Prokopfeinkommen betrug 15.528 USD. 13,1 Prozent der Familien und 15,5 Prozent der Bevölkerung lebten unterhalb der Armutsgrenze.